# C Moon
«C Moon» es una canción escrita por Paul McCartney y lanzada por su banda Wings en diciembre de 1972. La canción fue lanzada como sencillo con Hi, Hi, Hi como lado A. Es una canción de estilo reggae.

## Historia
La canción entró en el Reino Unido al puesto 5 además de que su lado A «Hi, Hi, Hi» fue prohibido por la BBC por los contenidos con las drogas que tenía.
- Datos: Q2467428